# Ủy ban tiêu chuẩn Châu Âu
The European Committee for Standardization (CEN, Tiếng Pháp: Comité Européen de Normalisation) là một tổ chức tiêu chuẩn công có nhiệm vụ tham gia vào sự phát triển nền kinh tế của liên minh châu Âu (EU) trong mậu dịch toàn cầu, phúc lợi công dân và môi trường bằng việc cung cấp hạ tầng cơ sở có hiệu quả để thu hút các bên trong việc phát triển, duy trì và phân phối các bộ tiêu chuẩn, quy chuẩn thống nhất.
CEN được thành lập năm 1961. 34 quốc gia thành viên hợp tác cùng nhau để phát triển các tiêu chuẩn châu Âu (ENs) trong nhiều lĩnh vực để xây dựng một thị trường hàng hóa và dịch vụ bên trong châu Âu và xác lập vị trí của châu Âu trong nền kinh tế toàn cầu. CEN được EU chính thức coi như một cơ quan tiêu chuẩn, các cơ quan tiêu chuẩn khác là European Committee for Electrotechnical Standardization (CENELEC) Ủy ban châu Âu về tiêu chuẩn hóa kỹ thuật điện tử và European Telecommunications Standards Institute (ETSI) Viện tiêu chuẩn viễn thông châu Âu.
Hơn 60.000 chuyên gia kỹ thuật cùng với  liên hiệp kinh doanh, người tiêu dùng, các tổ chức xã hội tham gia vào mạng lưới CEN, với tổng số 460 triệu dân. CEN là đại diện tiêu chuẩn hóa chính thức cho các lĩnh vực ngoại trừ điện tử (CENELEC) và viễn thông (ETSI).

## Thành viên
Thành viên hiện tại của CEN bao gồm tất cả các nước thuộc liên minh châu Âu EU, 3 nước thành viên tổ chức phi thuế quan châu Âu European Free Trade Association (EFTA) là Iceland, Na Uy và Thụy Sỹ cùng với các nước khác là Macedonia, Thổ Nhĩ Kỳ và Serbia. Các nước liên kết hợp tác Albania, Armenia, Azerbaijan, Belarus, Bosnia và Herzegovina, Ai Cập, Georgia, Israel, Jordan, Lebanon, Moldova, Montenegro, Morocco, Tunisia và Ukraine. Các nước đối tác hiện tại là Úc, Mông Cổ và Kazakhstan.

## Thỏa thuận Vienna
Thỏa thuận Vienna được CEN và tổ chức tiêu chuẩn quốc tế ISO ký vào năm 1991 nhưng mãi đến giữa những năm 2000 mới có hiệu lực. Mục tiêu cơ bản của nó là để tránh trùng lặp (hoặc có thể xung đột) giữa tiêu chuẩn của CEN và ISO. Trong thời gian qua, CEN đã chấp nhận một số tiêu chuẩn ISO thay thế cho các tiêu chuẩn CEN tương ứng.